# Space Colony
Space Colony è un videogioco strategico in tempo reale del 2003 sviluppato dalla Firefly Studios e pubblicato dalla Gathering of Developers per Windows. Nel 2004 l'Aspyr Media ha realizzato una versione del videogame per macOS. Nel 2012 il videogioco è stato pubblicato per l'acquisto online in una nuova versione HD.

## Trama
Nel 2153 il pianeta Terra, il cui sfruttamento è ormai diventato economicamente svantaggioso, è stato evacuato. L'economia si basa sulle mega-città intergalattiche dove si estraggono preziosi minerali o si costruiscono degli hotel per ricchi turisti. Venus Jones, la protagonista di Space Colony, lavora per la Blackwater Industries, una compagnia spietata che ha come unico obbiettivo quello di fare soldi. Il compito di Venus è quello di colonizzare pianeti disabitati (o quasi) alla ricerca di preziose risorse o fondare colonie turistiche, proteggendole da attacchi alieni.

## Modalità di gioco
Il gioco, diviso fra una campagna in giocatore singolo, missioni singole, e una modalità personalizzata, mette il giocatore alla gestione di una colonia spaziale, con più di 20 coloni introdotti dalla campagna e selezionabili a scelta nella modalità libera, i quali vengono comandati dal  giocatore e saranno in grado di svolgere tutte le più svariate funzioni: dal combattere contro alieni che infestano il pianeta al raccogliere ferro e silicio, possono perfino allevare dei polli spaziali o eliminare col lanciafiamme piante tossiche. Inoltre il giocatore dovrà stare attento a mantenere il livello di felicità dei coloni alto, inserendo appositi strumenti per l'intrattenimento e luoghi per mangiare e socializzare, e anche, ovviamente, letti per dormire. Ogni colono ha diverse abilità, diverse necessità e una propria personalità, e ci sono livelli di simpatia variabili tra un colono e l'altro, incluse eventuali storie d'amore, come in un tipico simulatore di vita.